# Cascada de Xorroxin
La cascada de Xorroxin es un salto de agua del arroyo Iñarbegi, afluente del Bidasoa. Está situada en las proximidades del barrio Gorostapalo de la localidad de Errazu, municipio de Baztán, Comunidad Foral de Navarra, España. La cascada tiene una altura de alrededor de 4 metros y se encuentra en un paraje de gran belleza, rodeada por una frondosa vegetación que incluye hayas, robles, avellanos y castaños.

## Ruta
Existe una ruta circular señalizada para alcanzar la cascada caminando. El itinerario tiene 7,4 km de longitud, 150 metros de desnivel y una duración estimada de 2 horas 15 minutos. La senda parte de Erratzu a la entrada del pueblo y termina en el mismo lugar.

## Leyendas

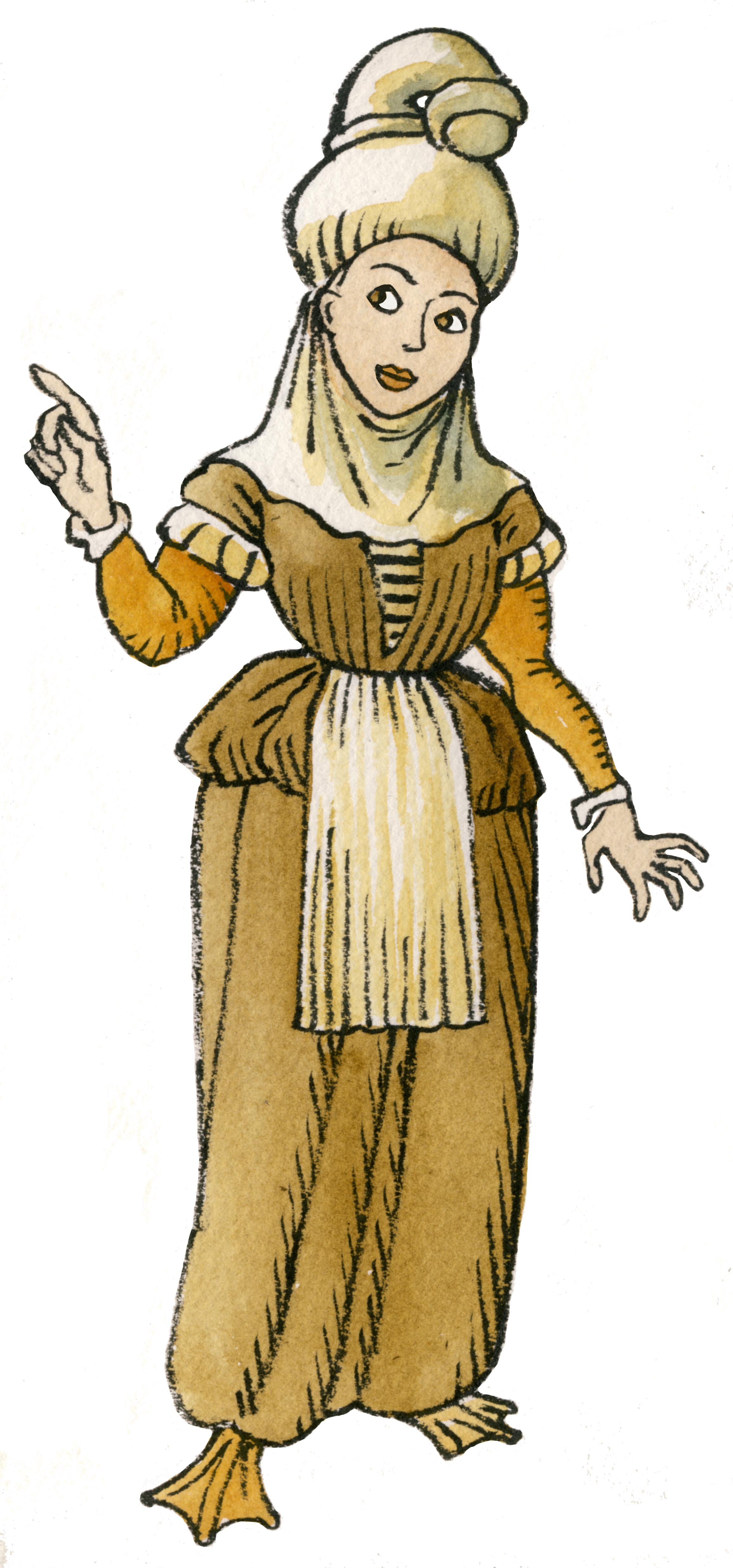
Lamia vestida con tocado del.

Existen varias leyendas relacionadas con el lugar, según las cuales la cascada es el punto de encuentro de las lamias (sirenas con cola de salmón) que se alisan el cabello con peines de oro.